# Marathon Motors Engineering
Die Marathon Motors Engineering, Plc. ist ein seit 2009 bestehendes Joint-Venture zwischen der Hyundai Motor Company und dem ehemaligen Langstreckenläufer Haile Gebrselassie mit Unternehmenssitz in Addis Abeba, Äthiopien.
Seit der Unternehmensgründung ist die Firma als offizieller Generalimporteur des südkoreanischen Konzerns tätig. 
Geplant war die Errichtung bzw. Fertigstellung des Montagewerks für das Jahr 2016. Im Januar 2017 liefen immer noch die Planungen für den Grundstückskauf.
Ende Mai 2017 wurde ein entsprechender Vertrag unterzeichnet.
Das für Personenkraftwagen und Lastkraftwagen ausgelegte Werk wurde im Februar 2019 eröffnet. Die Kapazität wurde mit 5000 oder 10.000 Fahrzeugen angegeben.
Im Werk sind rund 200 Mitarbeiter beschäftigt.